# Artemisia abaensis
Espèce
Classification phylogénétique
Artemisia abaensis est une espèce de plantes herbacées vivaces appartenant au genre des armoises, décrite pour la première fois par Yeou-Ruenn Ling et S. Y. Zhao en 1985. Elle est endémique de Chine.

## Description
Artemisia abaensis est une dicotylédone de la famille des Asteraceae, sous-famille des Asteroideae.
Ses spécimens adultes mesurent un mètre de hauteur ou davantage. Toutes les parties de la plante sont couvertes de poils gris-jaunâtre.
Sa floraison dure d'août à octobre.

## Répartition
Son aire de répartition se situe essentiellement dans l’ouest du Sichuan, l’est du Qinghai et le sud-ouest du Gansu, où elle pousse le long des rives des lacs, dans les vallées fluviales et au bord des routes, à moyenne et haute altitude.